# Vallée de l'Ardèche de Vogüé à Balazuc
La Vallée de l'Ardèche de Vogüé à Balazuc est une section de l'Ardèche classée zone naturelle d'intérêt écologique, faunistique et floristique de type I, situé sur les communes de Saint-Maurice-d'Ardèche, Vogüé, Lanas, Balazuc, dans le département de l'Ardèche.

## Description
Il s'agit d'une section de plus de cinq kilomètres de la vallée de l'Ardèche. Sur une grande partie du linéaire, celle-ci a été soumise à des extractions de matériaux en lit mineur, et ceci jusqu'au début des années 1990. Ces activités ont créé des milieux aquatiques nouveaux, les anciens plans d'eau de carrière étant actuellement fortement modifiés par la dynamique du cours d'eau. Il en résulte une diversité d'habitats naturels très favorables à la faune.

## Tourisme
Cette section de l'Ardèche est très fréquentée par les canoës-kayaks, les promeneurs et les pêcheurs.

## Faune

### Poissons
Bouvière Rhodeus sericeus

### Oiseaux
Martin-pêcheur d'Europe, Grand-duc d'Europe, Bouscarle de Cetti, Petit Gravelot, Pic épeichette, Faucon hobereau, Bécassine des marais, Guêpier d'Europe, Milan noir, Huppe fasciée.

### Mammifères
- Castor d'Europe
- Loutre d'Europe

### Libellules
- Gomphus similaire Gomphus simillimus
- Agrion orangé Platycnemis acutipennis
- Sympetrum piémont Sympetrum pedemontanum

## Galerie

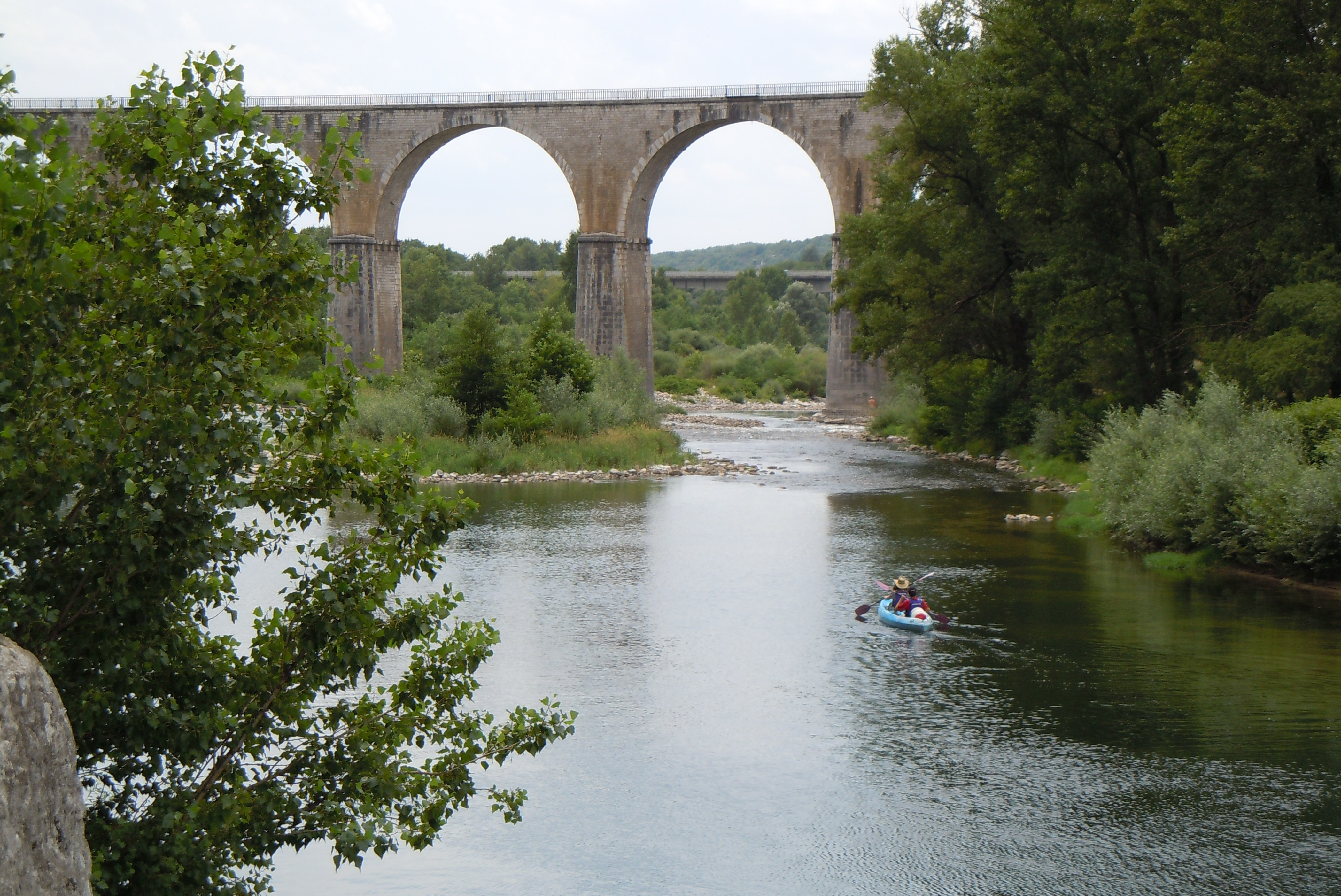
Pont de l'ancienne voie ferrée construit en 1879.